# Jake Canuso

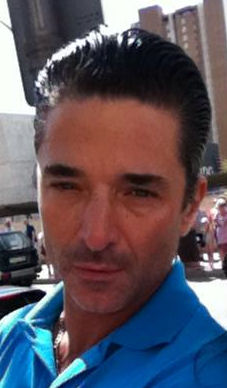
Jake Canuso (2015)

Carmine „Jake“ Canuso (* 13. Januar 1970 in Zürich) ist ein schweizerisch-britischer Schauspieler.

## Leben
Jake Canuso wurde als Sohn italienischer Eltern, die in die Schweiz eingewandert waren, in Zürich geboren. Im Alter von 16 Jahren begann er als Tänzer zu arbeiten; er war das jüngste Ensemblemitglied am Opernhaus Zürich. In seiner späteren Jugend ging Canuso nach London, wo er als Backgroundtänzer der Spice Girls oder Take That eingesetzt wurde. 1995 war er als Balletttänzer im Musikvideo No More ‘I Love You’s’ von Annie Lennox zu sehen.
Seine Karriere als Schauspieler begann im Vergleich zu anderen Schauspielern relativ spät. Sein Filmdebüt erfolgte 2004 als Gastdarsteller in einer Episode der Fernsehserie Hustle – Unehrlich währt am längsten. Weitere Gastauftritte in Serien wie 2005 in Heartbeat oder 2006 in Doctors folgten. Von 2007 bis 2018 spielte er in der erfolgreichen britischen Serie Benidorm den Barmann Mateo Castellanos. 2013 konnte er als der biblische Prophet Daniel für die Miniserie Die Bibel gewonnen werden.
Gelegentlich stand er auch als Schauspieler für Spielfilme vor der Kamera. Zu den bekanntesten zählen 2006 der Kriegsfilm Flyboys – Helden der Lüfte oder 2012 der mehrfach ausgezeichnete Actionfilm The Dark Knight Rises.
Jake Canuso zählt zu den Überlebenden des Tsunamis vom 26. Dezember 2004 in Thailand.

## Filmografie (Auswahl)
- 2004: Italienische Verführung – School for Seduction (School for Seduction)
- 2004: Piccadilly Jim
- 2005: L’auberge espagnole – Wiedersehen in St. Petersburg (Les Poupées russes)
- 2006: Flirting with Flamenco
- 2006: Flyboys – Helden der Lüfte (Flyboys)
- 2007–2018: Benidorm (TV-Serie, 74 Folgen)
- 2008: Journal of a Contract Killer
- 2009: Shameless (TV-Serie, eine Folge)
- 2009: City Rats
- 2009: Nine
- 2012: The Dark Knight Rises
- 2012: The Hour (TV-Serie, eine Folge)
- 2013: Die Bibel (The Bible) (Miniserie)
- 2017: Snatch (TV-Serie, eine Folge)
- 2018: The Royals (TV-Serie, eine Folge)
- 2019: Scarborough (Miniserie)
- 2022: Fork